# شینیا هاگیهارا
شینیا هاگیهارا (انگلیسی: Shinya Hagihara؛ زادهٔ ۷ آوریل ۱۹۷۱) بازیکن فوتبال اهل ژاپن است.